# 静岡市立城北小学校
静岡市立城北小学校（しずおかしりつ じょうほくしょうがっこう）は、静岡県静岡市葵区北安東四丁目にある公立小学校。

## 特色
緑化活動が活発な学校で、様々な花壇コンクールに出展して賞を受賞している。花壇のデザインは児童作成のデザインから選定する。

## 沿革
- 1983年（昭和58年）
  - 4月6日 - 第1回入学式、着任式、始業式挙行[1]。
  - 9月22日 - 開校記念運動会開催。
  - 10月14日 - この日から11月4日まで、学校緑化作業実施（県グリーンバンク）。
- 1984年（昭和59年）
  - 3月3日 - 開校記念マラソン大会（観山中学校前農道）。
  - 4月26日 - 校章、校歌制定記念式（校章デザイン：望月孝三郎氏、校歌作曲：木津文彦氏、作詞：三木卓氏）[1]。
  - 5月x日 - 開校1年を記念して学級園にみかんの苗木を植える。
  - 5月4日 - 第1回児童会、委員会活動開始。
- 1985年（昭和60年）
  - 3月x日 - 第1回卒業記念として、プール西側に『こなら林』造園。
  - 3月19日 - 第1回卒業式（最初の卒業生177名）。
- 1986年（昭和61年）
  - 3月 - 体育館前の仲良し動物園完成（連合町内会寄贈）。北安東四丁目老人会（大生会）と共同作業で東側道路花壇造成。
  - 12月16日 - JRC加盟式開催。
- 1988年（昭和63年）
  - 5月28日 - PTA結成総会開催。
  - 12月20日 - 創立5周年記念誌『輝け、城北っ子』出版。
- 1992年（平成4年）
  - 5月31日 - 創立10周年記念PTAバザー開催。
  - 9月20日 - 創立10周年記念運動会。
  - 11月7日 - 創立10周年記念式典挙行[1]。
  - 11月13日 - 創立10周年記念『おめでとう集会』開催（児童会主催）。
- 1993年（平成5年）12月4日 - 運動場改修記念のリレー大会開催。
- 1995年（平成7年）4月11日 - 『ゆずりあい・ありがとう』運動推進委属式挙行。
- 1996年（平成8年）
  - 8月6日 - 給食室保冷庫設置。
  - 8月26日 - オープンスペース（2階～3階）天井修理張替。
  - 10月15日 - コンピュータ設置（アナライザー機器撤去）。
  - 11月16日 - 非常用水槽（100t）設置。
- 1997年（平成9年）12月22日 - 屋上給水管保護パイプ取り替え。
- 1998年（平成10年）
  - 2月14日 - 飼育小屋アーケード工事。
  - 5月25日 - こなら林の大時計を取り替え。
- 1999年（平成11年）3月16日 - 飼育小屋増築完成。
- 2001年（平成13年）
  - 3月21日 - 3階オープンスペースに図書和室コーナー設置。
  - 4月1日 - 児童クラブ開設。福祉教育実践校、次世代ITを活用した教育研究開発事業。
  - 11月30日 - 次世代ITコンピュータ及び関連設備設置。
- 2005年（平成17年）3月11日 - 運動場東側防砂ネット改修完了。
- 2007年（平成19年）4月1日 - 児童クラブを2室に拡充。
- 2008年（平成20年）9月1日 - 図書室の蔵書処理を電算化。
- 2012年（平成24年）6月26日 - 創立30周年航空写真・集合写真撮影[1]。
- 2013年（平成25年）1月26日 - 創立30周年記念式典挙行し、音楽発表会開催[1]。
- 2017年（平成29年）2月23日 - 運動場照明施設竣工。
- 2020年（令和2年）1月14日 - 普通教室空調設備設置工事終了。

## 花壇コンクール受賞歴
- 1983年（昭和58年）11月4日 - 花いっぱいコンクール 県花の会会長賞受賞[1]。
- 1984年（昭和59年）
  - 10月 - 県花いっぱいコンクール 優良賞受賞[1]。
  - 11月25日 - フラワーブラボーコンクール（FBC） 県優良賞受賞[1]。
- 1985年（昭和60年）4月8日 - FBC春花壇 優良賞受賞[1]。
- 1986年（昭和61年）
  - 10月24日 - 市緑化大会花壇コンクール 市緑化功労者[1]。
  - 11月4日 - 県『花いっぱいコンクール』 県知事賞受賞[1]。
- 1987年（昭和62年）2月19日 - 市『花いっぱいコンクール』 対外優秀校[1]。
- 1989年（平成元年）11月2日 - 花いっぱいコンクール 毎日新聞社賞受賞[1]。
- 1991年（平成3年）
  - 4月20日 - 市緑化コンクール 奨励賞受賞[1]。
  - 5月21日 - FBC 奨励賞受賞[1]。
  - 10月17日 - 花壇コンクール 入選[1]。
  - 11月1日 - 花いっぱいコンクール奨励賞受賞[1]。
- 1992年（平成4年）10月23日 - 市花壇コンクール 最優秀賞受賞[1]。
- 1994年（平成6年）
  - 6月22日 - FBC 県知事賞受賞[1]。
  - 10月21日 - 市花壇コンクール 優良賞受賞[1] [2]。
- 1995年（平成7年）
  - 6月22日 - FBC 奨励賞受賞[1]。
  - 10月27日 - 市花壇コンクール入選[1] [3]。
- 1996年（平成8年）5月22日 - 第22回花壇コンクール 優秀賞[1]。
- 1999年（平成11年）
  - 5月30日 - 第50回全国植樹祭学校環境緑化コンクール 入選[1]。
  - 11月1日 - 平成11年度花いっぱいコンクール 県知事賞受賞[1] [4]。
- 2001年（平成13年）4月10日 - 静岡市花壇コンクール 奨励賞受賞[1]。
- 2004年（平成16年）10月26日 - 静岡市花壇コンクール 最優秀賞受賞[1]。
- 2006年（平成18年）4月20日 - 静岡市花壇コンクール 優秀賞受賞[1]。
- 2008年（平成20年）10月30日 - 第4回花壇コンクール 優秀賞受賞[1]。
- 2010年（平成22年）10月28日 - 市花壇コンクール表彰式　 最優秀賞受賞[1]。
- 2012年（平成24年）6月13日 - フラワー・ブラボー・コンクール 大賞受賞[1]。
- 2013年（平成25年）
  - 6月12日 - フラワー・ブラボー・コンクール 環境大臣賞受賞[1]。
  - 11月30日 - フラワー・ブラボー・コンクール 静岡県教育委員会賞受賞[1]。
- 2014年（平成26年）
  - 5月2日 - フラワー・ブラボー・コンクール 大賞受賞[1]。
  - 9月26日 - フラワー・ブラボー・コンクール 大賞受賞[1]。
- 2015年（平成27年）10月2日 - FBC花壇コンクール 優秀賞:静岡県知事賞受賞[1]。
- 2016年（平成28年）11月22日 - FBC花壇コンクール 農林水産大臣賞受賞[1]。
- 2017年（平成29年）11月21日 - FBC花壇コンクール 大賞受賞[1]。

## 通学区域
葵区

| - 池ケ谷 - 池ケ谷東 - 大岩 - 大岩四丁目 - 唐瀬一～三丁目 - 北安東三丁目・四丁目 | - 城北の一部 - 城北二丁目 - 岳美 - 岳美一丁目 - 南一丁目の一部 |

## アクセス
- しずてつジャストライン県立病院高松線・唐瀬線 「静岡中央高校入口」停留所から、徒歩5分